# Will of the People (canção)
"Will of the People" é uma canção da banda britânica de rock britânica Muse. A faixa-título de seu nono álbum de estúdio, Will of the People, foi lançada como o terceiro single do álbum em 1 de junho de 2022.

## Lançamento
"Will of the People" foi anunciada pela primeira vez como a música de abertura na lista de faixas do nono álbum de estúdio do Muse, também intitulado Will of the People, através dos canais de mídia social da banda no dia 4 de abril de 2022. Em 27 de maio, "Will of the People" foi anunciado nas redes sociais da banda como o terceiro single a ser lançado do álbum, com data de lançamento no dia 1 de junho.
Após seu lançamento em 1º de junho de 2022, "Will of the People" foi acompanhada nos canais de mídia social com uma citação que explicava a história da música e do videoclipe, que dizia o seguinte:

WOTP é uma história fictícia que se passa em um metaverso fictício em um planeta fictício governado por um estado autoritário fictício administrado por um algoritmo fictício manifestado por um centro de dados fictício que administra um banco fictício que imprime uma moeda fictícia e controla uma população fictícia que ocupa uma cidade fictícia contendo um apartamento fictício onde um homem fictício acordou um dia e pensou "foda-se isso".
No mesmo dia do lançamento do single, Muse anunciou uma série de sete concertos intimistas em pequenos locais na Europa e América do Norte em outubro de 2022, antes da Will of the People World Tour.

## Escrita e composição
"Will of the People" foi descrita como um "hino" de glam rock, também apresentando traços de rock progressivo . Ritmicamente, a música foi comparada a "The Beautiful People" de Marilyn Manson e "Summertime Blues" de Eddie Cochran. A música começa com uma multidão cantando repetidamente "the will of the people" ("a vontade do povo"); essa é uma característica que se repete ao longo da faixa, formando tanto a ponte da música quanto os vocais de apoio dos refrões.
Em termos de letra, a canção é uma canção de protesto antissistema, semelhante ao single anterior do Muse, "Compliance"; no entanto, em contraste com a natureza manipuladora do single anterior, que tenta convencer o ouvinte de que o opressor é quem está certo, a letra de "Will of the People" é da perspectiva da vítima, pedindo uma ação directa contra o opressor. A música foi concebida para ser uma "paródia populista, quase a antítese de 'Uprising'", outra música do Muse com um tema antissistema semelhante que, em vez disso, "[leva] isso a sério".

## Videoclipe
O videoclipe de "Will of the People" foi lançado em 1º de junho de 2022 às 15:00 BST (UTC+1), no mesmo dia em que o single foi lançado. O videoclipe de "Will of the People" dá sequência aos vídeos dos singles anteriores "Won't Stand Down" e "Compliance", continuando os mesmos temas e seguindo os mesmos personagens.
O vídeo, dirigido e animado por Tom Teller, se passa em uma cidade distópica na qual ocorre uma revolução. O vídeo começa com uma pessoa recebendo uma máscara metálica, igual à máscara apresentada nos videoclipes de "Won't Stand Down" e "Compliance"; mais tarde, é revelado que ele é Will the Hacker, o líder da revolução. À medida que o vídeo avança, um número cada vez maior de revolucionários avança pela cidade, destruindo câmeras de segurança, grafitando o logotipo "Will of the People" nas paredes, derrubando estátuas e atacando o prédio pertencente ao Ministério da Verdade, em referência ao romance distópico de George Orwell, 1984.
Enquanto o prédio do Ministério da Verdade explode e continua a queimar, o fornecimento de eletricidade e os sinais de telefonia celular da cidade são desligados numa tentativa de sufocar a revolução. Os líderes da revolução partem da cidade em supercarros futuristas, semelhante aos Cybertrucks da Tesla, em direção ao deserto enquanto o horizonte da cidade queima atrás deles. No deserto, os revolucionários encontram três estátuas antigas com os rostos dos membros da banda Matt Bellamy, Dominic Howard e Chris Wolstenholme esculpidas no estilo do Monte Rushmore ; elas são destruídas ao serem puxadas ao chão com cabos, antes de serem cobertos com pichações do logotipo "Will of the People". Três membros tiram as máscaras, revelando-se como membros do Muse.
O videoclipe de "Will of the People" faz referência a múltiplas formas de cultura popular; assim como Nineteen Eighty-Four de Orwell, o vídeo foi comparado a "V de Vingança ambientado no universo Blade Runner 2049 ".

## Créditos
Créditos adaptados do Tidal.
Muse
- Matt Bellamy – vocais, guitarras, composição, produção, engenharia
- Chris Wolstenholme – baixo, produção, engenharia
- Dominic Howard – bateria, produção, engenharia

Produção
- Aleks Von Korff – produção adicional, engenharia
- Chris Gehringer – masterização
- Serban Ghenea – mixagem
- Bryce Bordone – engenheiro de mixagem
- Andy Maxwell – assistente de estúdio
- Joe Devenney – assistente de estúdio
- Tommy Bosustow – assistente de estúdio
- Chris Whitemyer – assistente técnico
- Paul Warren – assistente técnico

## Paradas
| Parada (2022)                        | Posição alcançada |
| ------------------------------------ | ----------------- |
| República Tcheca (Modern Rock)       | 12                |
| Japan Hot Overseas (Billboard Japan) | 19                |
| New Zealand Hot Singles (RMNZ)       | 25                |
| UK Singles Sales (OCC)               | 96                |
| Reino Unido (OCC UK Rock and Metal)  | 11                |